# Джоанна Роуселл Шенд
Джоанна Роуселл  (англ. Joanna Rowsell, 5 грудня 1988) — британська велогонщиця, олімпійська чемпіонка.

## Виступи на Олімпіадах
| Олімпіада   | Дисципліна                                 | Місце |
| ----------- | ------------------------------------------ | ----- |
| Лондон 2012 | Командна гонка переслідування, 3000 метрів | 1     |

## Зовнішні посилання
- Досьє на sport.references.com [Архівовано 3 грудня 2016 у Wayback Machine.]